# Helen Clay Pedersen
Helen Clay Pedersen, född 1862, död 1915, var en dansk kvinnosakspolitiker och rösträttsaktivist. 
Hon var ordförande för Dansk Kvindesamfunds avdelning i Kolding 1910-1945. Hon är känd för att ha arrangerat Kvindernes Udstilling i Kolding 1912, och för att ha tagit initiativ till Kvindernes Bygning i Kolding, som stod färdig 1922. Hon var DK:s delegat på flera internationella kongresser. På 11th Conference of the International Woman Suffrage Alliance 1929 initierade hon Open Door International for the Economic Emancipation of the Woman till försvar för gifta kvinnors rätt att arbeta. 